# Nordra Rotøyna
Nordra Rotøyna est une île norvégienne du comté de Hordaland appartenant administrativement à Hauglandshella.

## Description
Rocheuse et désertique, elle s'étend sur environ 504 m de longueur pour une largeur approximative de 195 m.